# Crissy Henderson
Crissy Henderson (6 de março de 1987) é uma modelo, bailarina e atriz norte-americana de Los Angeles, California.Ela é ex-esposa de Ronnie Radke e a primeiro filha do casal, Willow Grace Radke, nasceu em 11 de junho de 2013.
Crissy Henderson nasceu em 6 de março de 1987 em Los Angeles, California. Henderson começou como modelo aos 3 anos de idade. Ela começou como modelo e atriz aulas durante seus anos de formação. Ela competiu em vários concursos de beleza, incluindo senhorita Miss North Texas, Miss Florida Teen e Miss Florida. Ela se formou em KDStudios Performing Arts College e na Barbrizon Modeling School.
O trabalho de Henderson em anúncios, revistas, vídeos e música são inúmeros. Seus créditos maiores incluem: concorrente no CW’s Crowned: The Mother of All Pageants television show; aparições em CSI, The Deep End; Lowrider Magazine; Hot Imports Magazine; Magazine Hot Rod, Magazine 944; Magazine Highheals; anúncios de Porsche, vídeos músicais para Hellyeah; The Game; Dirt Nasty aka Simon Rex; LMFAO; All Time Low. Ela também organiza “Leather and Laces” com Carmen Electra e outras celebridades.

## Ligações Externas
- CrissyHenderson no Twitter
- Crissy Henderson, ModelMayhem
- Crissy Henderson, FreeOnes